# Jessica Kähärä
Jessica Ida Olivia Kähärä (Mikkeli, 1º agosto 2001) è un'altista finlandese.

## Palmarès
| Anno | Manifestazione            | Sede         | Evento         | Risultato      | Prestazione | Note  |
| ---- | ------------------------- | ------------ | -------------- | -------------- | ----------- | ----- |
| 2018 | Europei allievi           | Győr         | Salto in alto  | Argento        | 1,83 m      |       |
| 2018 | Europei allievi           | Győr         | Salto triplo   | Bronzo         | 13,29 m     |       |
| 2018 | Giochi olimpici giovanili | Buenos Aires | Salto in alto  | Bronzo         | 3,63 m      | [ 1 ] |
| 2019 | Europei indoor            | Glasgow      | Salto in alto  | 23ª (q)        | 1,85 m      |       |
| 2019 | Europei juniores          | Borås        | Salto in alto  | 8ª             | 1,80 m      |       |
| 2019 | Europei juniores          | Borås        | Salto triplo   | 8ª             | 12,90 m     |       |
| 2023 | Europei U23               | Espoo        | Salto in lungo | Qualificazione | nm          |       |
| 2023 | Europei U23               | Espoo        | Salto triplo   | Bronzo         | 13,59 m     |       |
| 2024 | Europei                   | Roma         | Salto in lungo | 23ª (q)        | 6,39 m      |       |
| 2024 | Europei                   | Roma         | Salto triplo   | 24ª (q)        | 13,21 m     |       |
| 2025 | Mondiali indoor           | Nanchino     | Salto in lungo | 9ª             | 6,44 m      |       |

## Altre competizioni internazionali
2017
- Bronzo al Festival olimpico gioventù europea ( Győr), salto in alto - 1,80 m
- Bronzo al Festival olimpico gioventù europea ( Győr), salto triplo - 12,85 m